# Aérospatiale Super Frelon
Aérospatiale SA 321 Super Frelon – ciężki śmigłowiec transportowy napędzany trzema silnikami turbowałowymi, zaprojektowany przez francuski koncern Aérospatiale.
Głównym przeznaczeniem śmigłowca jest transport żołnierzy i komandosów podczas operacji morskich i akcji antyterrorystycznych na morzu, ratowanie pilotów zestrzelonych nad terenem wroga i nad zbiornikami wodnymi, operacje logistyczne i transportowe dla jednostek morskich, ratownictwo morskie, walka z zanieczyszczeniami morza.

## Historia

### SE 3200 Frelon
Śmigłowiec powstał na zamówienie armii francuskiej z 1955 roku potrzebującej śmigłowca transportowego mogącego przewozić wojsko, uzbrojenie, duże ładunki podwieszone pod kadłubem, realizować misje ewakuacji rannych, walki z okrętami podwodnymi i usuwania min morskich. Firma SNCASE zaprojektowała śmigłowiec oznaczony jako SE 3200 Frelon (fr. szerszeń). Był to ważący 7 ton śmigłowiec napędzany trzema silnikami Turboméca Turmo II o mocy 1175 KM każdy, zamontowanymi w górnej części kadłuba, dwa po bokach, a trzeci za osią wirnika głównego. Wloty powietrza do silników umiejscowiono nad i za kokpitem pilotów. Długość przestrzeni ładunkowej tyłu śmigłowca wynosząca 14,80 m, przy szerokości 2,55 m i wysokości 2,30 m umożliwiała przewiezienie dwóch samochodów terenowych klasy jeep.
Zbudowano dwa prototypy z których pierwszy wzbił się w powietrze 10 czerwca, a drugi (przeznaczony dla marynarki) 26 października 1959 roku.
W kwietniu 1960 inżynierowie z firmy Sud Aviation powstałej po połączeniu w 1957 roku firm SNCASO i SNCASE zaproponowali trzy kolejne wersje śmigłowca Frelon oznaczone jako SA 3210, SA 3220 i SA 3230. W dniu 23 kwietnia 1961 roku odbyła się narada, w wyniku której wyłoniono śmigłowiec w wersji SA 3210 jako rozwojowy, przemianowując go na SA 321 Super Frelon.

### SA 321 Super Frelon
Kadłub śmigłowca, zbudowany na wzór śmigłowca Sikorsky S-61 (SH-3) Sea King zaopatrzono w wersji morskiej w pływaki umożliwiające unoszenie się na powierzchni wody. Śmigłowiec posiada sześciołopatowy wirnik główny z układami anty-wibracyjnymi, oraz składaną belkę ogonową z pięciołopatowym wirnikiem zaprojektowanym przez amerykańską firmę Sikorsky. Przekładnie główną i do wirnika ogonowego wyprodukowano we włoskiej firmie FIAT. Wirnik zamocowany jest po prawej stronie belki ogonowej a po lewej znajduje się pojedynczy statecznik poziomy. Dostęp do przestrzeni ładunkowej umożliwiała podnoszona rampa załadunkowa. Maszyna wyposażona była także w autopilota. Przewidywano zbudowanie dwóch prototypów i czterech maszyn serii przedprodukcyjnej.
Pierwszy prototyp brał udział w testach przeciwokrętowego pocisku rakietowego Exocet w 1973 roku, by w marcu 1974 trafić do muzeum w Le Bourget. Drugi prototyp jako pierwszy wylądował na francuskim krążowniku śmigłowcowym „Jeanne d’Arc”, a później użyto jego kabiny jako symulatora, a kadłub przeznaczono do testów.
Super Frelon budowany był w trzech wersjach wojskowych: transportowej, przeciwokrętowej i do zwalczania okrętów podwodnych. Produkcję śmigłowca już zakończono.
Wersja transportowa może przewieźć maksymalnie do 38 żołnierzy lub 15 par noszy z rannymi.
Wersja do zwalczania okrętów podwodnych i nawodnych jest wyposażona zazwyczaj w radar nawigacyjno-poszukiwawczy ORB-42 i 50 metrową linę ratunkową.
Uzbrojenie stanowi 20 mm działko, systemy umożliwiające widzenie w nocy, laserowe znaczniki celu. Wyposażony jest także w końcówkę do tankowania w locie. 

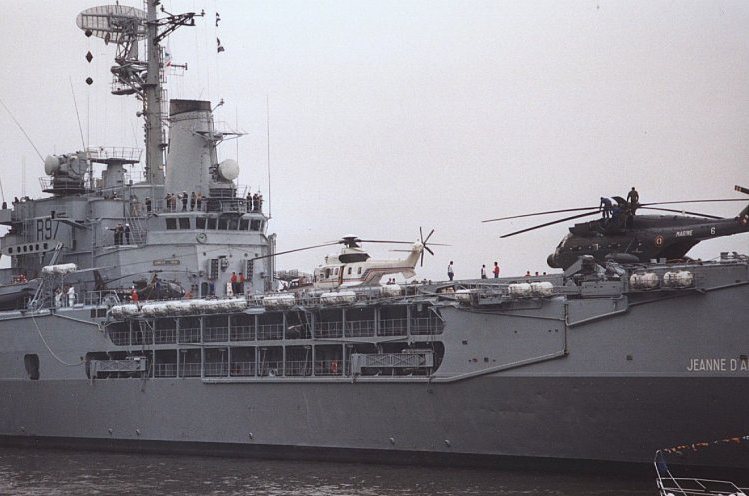
Super Frelon na pokładzie krążownika Jeanne d’Arc

Śmigłowce Super Frelon jako transportowe służyły m.in. na okrętach „Jeanne d’Arc”, okrętach desantowych typu Foudre i francuskich lotniskowcach.

### Z-8
W połowie lat 70. Chiny nawiązały współpracę gospodarczą z państwami zachodnimi i zakupiły 13 śmigłowców SA-321H Super Frelon, oraz prawdopodobnie zestawy do montażu dalszych i licencję na produkcję śmigłowca. Do jego produkcji pod oznaczeniem Z-8 przystąpiły zakłady CHAIC, a nadzór konstrukcyjny sprawował instytut nr 602 w Xi’an. Należy zaznaczyć, że informacje dotyczące początku produkcji tego śmigłowca w Chinach nie zostały oficjalnie ujawnione i nie są znane z pewnością. Prawdopodobnie pierwszy zbudowany w Chinach Z-8 został oblatany 11 grudnia 1985 roku, a produkcja ruszyła w 1989 roku. Jest on od tej pory produkowany i rozwijany w Chinach, w różnych wariantach pochodnych, znacznie różniących się od pierwowzoru. 

## Wyposażenie dodatkowe
- Radar ORB-42
- Wyrzutnik pułapek termicznych i antyradarowych
- Gogle do obserwacji w podczerwieni
- Ochronne płyty pancerne
- Systemy PLS (Personal Locator System) i GPS (Global Positioning System)